# Enicospilus muscus
Enicospilus muscus là một loài tò vò trong họ Ichneumonidae.